# Noventa y dos
El noventa y dos (92) es el número natural que sigue al noventa y uno y precede al noventa y tres.

## Matemáticas
- Es un número compuesto, que tiene los siguientes factores propios: 1, 2, 4, 23 y 46. Como la suma de sus factores es 76 < 92, se trata de un número deficiente.
- Es un número pentagonal.

## Características
- 92 es el número atómico del uranio.

- Datos: Q277312
- Multimedia: 92 (number) / Q277312